# 尾畑美依奈
尾畑 美依奈（おばた みいな、1986年2月8日 - ）は、日本の女優、声優。岐阜県出身。アティチュード所属。現在は夫ともに大阪市内にて、カレー店「らんらんルー」も営んでいる。

## 人物
事務所は劇団ひまわり→豪勢堂→青年座映画放送 → アティチュード。
趣味は食べること。特技はピアノ、ジャズダンス、バレーボール。
資格は普通自動車、日商簿記検定2級。

## 出演

### 映画
- 着信アリFinal 麻生学監督（2006年） - 中山陽子役
- ハッピーフライト 矢口史靖監督（2008年） - 伊丹弥生役
- 恋の罪 園子温監督（2011年） - デリヘル嬢役
- くちづけ 堤幸彦監督（2013年） - 南役
- 謝罪の王様 水田伸生監督（2013年） - 舞台挨拶女優役
- 地獄でなぜ悪い 園子温監督（2013年） - 真木マーキ役
- 新宿スワン 園子温監督（2015年） - 直役
- トイレのピエタ 松永大司監督（2015年） - 小田美紀役
- 50回目のファースト・キス 福田雄一監督（2018年）
- ストイックガール 佳本周也監督 - 丸井洋子役
- INVOLVE 佳本周也監督 - 月見直子役
- 恋するイノセントマン いずみよしはる監督 - トラ子役
- THE RIGHTMAN 正義の男 宅間孝行監督（2025年）[6]

### テレビドラマ
- ヒットメーカー 阿久悠物語（2008年、日本テレビ） - AD役
- 警視庁失踪人捜査課 Special（2011年、テレビ朝日） - 井深翔子役
- Oh!デビー（2012年、BSスカパー!、フジテレビ） - ミミ役
- カエルの王女さま 第1話（2012年、フジテレビ）
- 白衣のなみだ（2013年、東海テレビ） - 大森光代役
- 天魔さんがゆく 第9話（2013年、TBS）
- 女王様のおもてなし（2014年、NOTTV） - 香川幸子役
- 土曜ワイド劇場 警視庁捜査一課長〜ヒラから成り上がった最強の刑事！（2014年、テレビ朝日）
- ザ!世界仰天ニュースプレゼンツ なぜ少女は記憶を失わなければならなかったのか?〜心の科学者・成海朔の挑戦〜（2014年、日本テレビ） - ママ役
- 金曜8時のドラマ 保育探偵25時〜花咲慎一郎は眠れない!!〜（2015年、テレビ東京） - 保育士・久多敏江役
- デート〜恋とはどんなものかしら〜（2015年、フジテレビ） - 唯役
  - デート〜恋とはどんなものかしら〜2015夏 秘湯（2015年、フジテレビ）
- HEAT（2015年、フジテレビ） - 露天商役
- 連続ドラマW アキラとあきら（2017年、wowow） - 加藤遙香役
- 先に生まれただけの僕（2017年、日本テレビ） - 相原麻帆役
- 連続テレビ小説（NHK）
  - ちむどんどん（2022年） - 部下役
  - ブギウギ（2023年） - 布団たたきのおばさん役（ポスター）
- 遺留捜査（2022年、テレビ朝日） - 調理師役

### CM
- アコム（2009年）
- ロッテ「Fit's」（2010年）
- Panasonic 衣類スチーマー（2014年）
- 雲海酒造 そば焼酎雲海　そばソーダ「そりゃソーダ」篇（2016年）

### テレビアニメ
- ガンダム Gのレコンギスタ（キラン・キム）
- 境界の彼方（女子生徒）
- くまみこ（おばさん）
- Go!プリンセスプリキュア（おばさん）
- 中二病でも恋がしたい！二期（おばちゃん）
- バディ・コンプレックス（渡瀬朋世）
- 私がモテないのはどう考えてもお前らが悪い!（おばちゃん）
- デジモンユニバース アプリモンスターズ（鬼嫁、おばあさん）
- あまんちゅ!（売店のおばちゃん）
- キラキラ☆プリキュアアラモード（三ツ星にゃんこ、青果店夫人、国語教師、ダニーダニ）

### 劇場アニメ
- 夜明け告げるルーのうた（2017年、売店のおばさん）
- 映画 キラキラ☆プリキュアアラモード パリッと!想い出のミルフィーユ!（2017年、大家）
- Gのレコンギスタ II ベルリ 撃進（2020年、キラン・キム）

### OVA
- ビッグオーダー（2015年、そば屋のおばちゃん）※コミックス第8巻 オリジナルアニメBD付き限定版

### ラジオドラマ
- FMシアター（NHK-FM）
  - 『オーバーライト』（2025年2月22日）[7] - ケアマネージャー・ナガセ 役

### 吹き替え

#### 映画
- ラブレース（ドリー）
- 荒野はつらいよ 〜アリゾナより愛をこめて〜（ミリー）
- 激戦　ハート・オブ・ファイト
- 僕と君の片想い（メアリー）

#### テレビドラマ
- STALKER : ストーカー犯罪特捜班 19話（パム）

アニメ
- はたらくくるまのスティンキーとダーティ（ダンパー）

#### ゲーム
- ウィッチャー3 ワイルドハント
- Fallout 4
- グウェント ウィッチャーカードゲーム
- 巨影都市（小林孝子）

### 舞台
- 友情〜秋桜のバラード〜（2001〜2006年、中日劇場、天王洲アイルアートスフィアほか）
- ハンス・クリスチャン・アンデルセン（2002年、愛知芸術劇場）
- 赤毛のアン（2003年、愛知芸術劇場）
- SPICE〜すべての出会い〜（2005年、シアターV赤坂）
- ATAMI（2006年、Airstudio）
- SAKURA（2006年、Airstudio）
- HAND〜副題・手〜 ※ダンス振付兼務（2006年、栃木県矢板市民会館）
- RETURNS〜奴らが帰って来る〜（2007年、Airstudio）
- Juliet（2007年、Airstudio）
- DREAM〜sunflower〜（2008年、東京芸術劇場）
- スタジアム（2008年、JOE Company、本多劇場）
- ろうろう（2009年、JOE Company、本多劇場）
- デブチャンズ11（2008年、東京芸術劇場）
- 流れ星（2009年、東京セレソンデラックス、宅間孝行演出／シアターサンモールほか）
- くちづけ（2010年、東京セレソンデラックス、宅間孝行演出／シアターサンモールほか）
- 傷（2011年、東京セレソンデラックス、宅間孝行演出／シアターサンモール）
- ピリオド（2012年、東京セレソンデラックス、宅間孝行演出／ザ・ポケット）
- アンタッチャブー（2013年、福田雄一演出、CBGK!シブゲキ）
- ムッシュ!（2013年、AiiA Theater Tokyo）
- 新解釈・源氏物語　朗読劇2024（2024年、百万遍知恩寺）

### バラエティ
- てぃーんずワゴン たかぎまぢる（2004年、東海テレビ）

### 雑誌
- 壮快（りんご酢ダイエット）
- 月刊Audition（Go!Go!NEW FACE）